# Rhinoleptus koniagui
Genre
Espèce
Synonymes
- Typhlops koniagui Villiers, 1956
- Leptotyphlops koniagui (Villiers, 1956)

Statut de conservation UICN

 LC  : Préoccupation mineure
Rhinoleptus koniagui, unique représentant du genre Rhinoleptus, est une espèce de serpents de la famille des Leptotyphlopidae.

## Répartition
Cette espèce se rencontre au Sénégal, en Gambie, en Guinée-Bissau, en Guinée et au Mali.

## Description
Rhinoleptus koniagui mesure entre 160 et 460 mm. Sa queue représente entre 3,7 et 10 % de la longueur totale.

## Étymologie
Le genre Rhinoleptus, du grec ancien ῥινός, rhinόs, « nez », et λεπτός, leptos, « mince », a été choisi en référence aux écailles étroites et pointues du museau de ces espèces.

## Publications originales
- Orejas-Miranda, Roux-Estève & Guibé, 1970 : Un nouveau genre de Leptotyphlopides (Ophidia) Rhinoleptus koniagui (Villiers). Comunicaciones Zoologicas del Museo de Historia natural de Montevideo, vol. 10, no 127, p. 1-4.
- Villiers, 1956 : Le Parc National du Niokolo-Koba 1 : V. Reptiles. Mémoires de L'Institut Français D'Afrique Noire, Dakar 1956, vol. 48, p. 143-162.